# Non-directivité
 (novembre 2015).
La non-directivité (parfois écrit non directivité) est une méthode psychopédagogique née dans les années 1940 aux États-Unis, notamment sous l'influence des travaux du psychologue humaniste nord-américain Carl Rogers, fondateur de l'Approche centrée sur la personne. La non-directivité, c'est laisser à l'autre (le patient, l'interlocuteur, l'élève, le participant...) la liberté de s'exprimer et de choisir par lui-même le cours de son expression. L'écoutant, le psychothérapeute ou l'aidant, loin de vouloir contrôler l'entretien par des interventions directives, respecte totalement son interlocuteur et lui laisse donc la liberté de choisir le cours du processus.  
La non-directivité ne caractérise pas l'Approche centrée sur la personne, même si d'un point de vue épistémologique, elle en est une caractéristique essentielle.

## Présentation
Le psychosociologue américain Carl Rogers a largement influencé la façon de concevoir les relations humaines dans le domaine thérapeutique, qui était son principal champ d’application, mais aussi dans tous les domaines où la psychosociologie joue un rôle important. Il a marqué de son empreinte les évolutions des thérapeutes, des pédagogues et aussi plus largement les relations entre managers et collaborateurs, entre les membres d’un groupe de travail. 
Dans ce qu’il appelle « la relation de face à face », Rogers fait remarquer que, pour initier un véritable dialogue, les locuteurs doivent d’abord se situer sur le même canal, c’est-à-dire se comprendre pour éviter que leur communication soit brouillée (monologue ou dialogue de sourds)
Son domaine d’investigation est donc d’abord la communication, la façon dont elle s’élabore, souvent de façon inconsciente, et le réseau de communication utilisé. 

## Coopération et dialogue

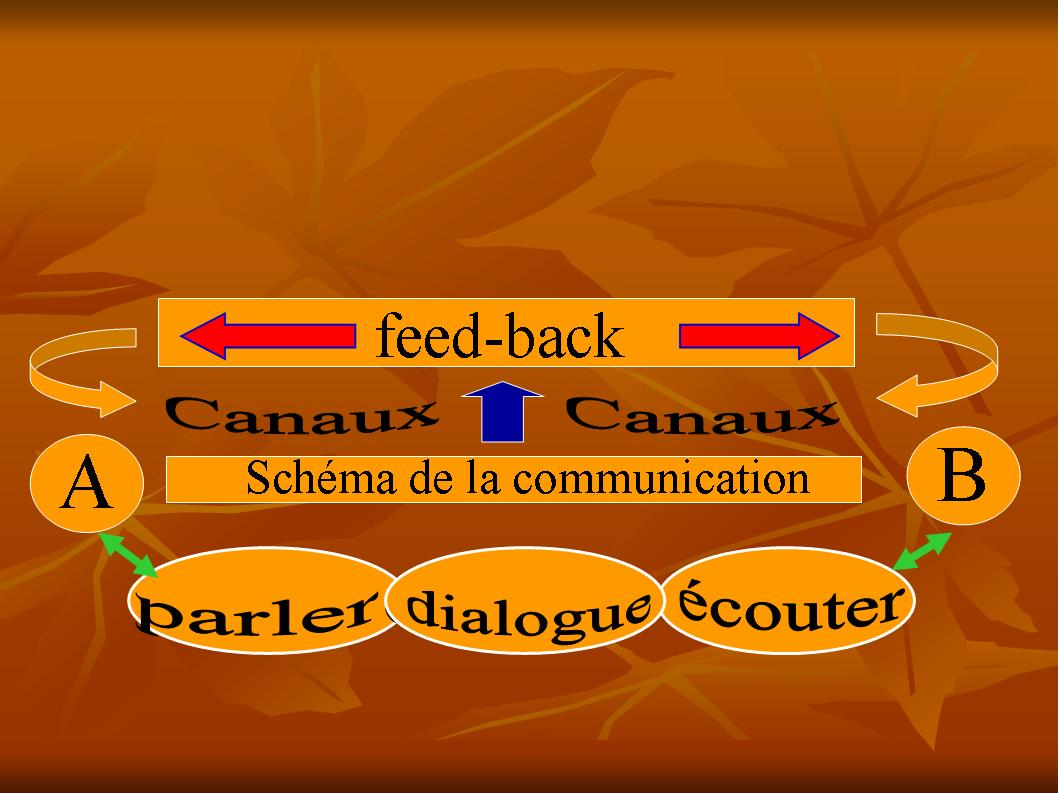
Principe de la communication

Il existe plusieurs niveaux de coopération active pour établir un dialogue : 
- Respecter les conditions matérielles d’une bonne écoute, dans le langage utilisé : éviter les termes techniques, toute phraséologie que l’autre ne comprendrait pas, rester clair et simple dans son élocution et éviter tout effet inapproprié (monter le ton, parler pour soi-même, "dans sa barbe"...

- Avoir une gestuelle adaptée qui n’est pas susceptible de gêner l’autre : jouer avec des objets, prendre des attitudes, des mimiques difficiles à interpréter. Rogers constate que beaucoup des échecs de la communication proviennent des interprétations négatives de l’autre à qui on prête des a priori négatifs, des objectifs cachés. Rogers a constaté les effets pervers, dévastateurs des accusations sous-jacentes de manipulations, les idées faites, les intentions prêtées à l’autre qui entraînent dans un cercle vicieux, voire dans des relations perverses qui hypothèquent la relation et mènent à l’échec.

- Se cadrer sur le mode de communication de son interlocuteur, avoir une attitude de coopération, d’accord direct, une sympathie active que Carl Rogers appelle l’empathie, avec l’objectif de mettre en confiance la personne, de l’accompagner et de l’aider ainsi à s’exprimer.

- Avoir une écoute active, faire savoir à l’autre par des gestes simples, par le regard, par tous les canaux des sens que l’on possède, qu’on l’écoute vraiment et qu’on comprend ce qu’il veut dire, qu’on comprend sa position, ses difficultés, tout ce qui permet de faire savoir à l’autre qu’on le reconnaît comme un partenaire à part entière.

- C’est l’osmose entre ces deux attitudes, dans l’écoute aussi bien que dans l’intervention, dans la prise de parole, l’interaction qui en découle, que Rogers appelle la congruence.

L’essentiel est de valoriser son interlocuteur par le geste, la parole et l’écoute, le reconnaître comme son semblable, son égal et satisfaire ainsi son besoin de reconnaissance, son égo. Comme l’a montré Harold J. Leavitt dans ses expériences, tout dans le comportement participe à la communication, renseigne l’autre sur notre volonté de dialogue. Leavitt prenait l’exemple d’un participant qui devait reproduire une figure géométrique en recevant des directives de quelqu’un qui le regardait puis lui tournait le dos, qui pouvait ou non poser des questions.  Et le désarroi du dessinateur, qui ne pouvait, dans le cas limite, ni voir son interlocuteur ni lui poser des questions. De là s’explique l’importance que donne Rogers à la communication non verbale. D’où également l’importance de la compréhension – saisir la pensée de l’autre dans toute sa complexité, l’obliger à préciser ce qui n’est pas assez clair – par des « reformulations » successives qui permettent de bien cerner les nuances de son raisonnement.
On  évite les incompréhensions, les jugements à l’emporte-pièce et les procès d’intention en utilisant des reformulations-types qui permettent de fixer les choses : « si je vous ai bien compris... pouvons-nous en conclure que... » Chaque phase, chaque moment de la discussion est ainsi verbalisé avant de poursuivre ou d’approfondir. L’accent est mis sur l’importance de l’utilisation dynamique des canaux sensoriels, repris par des pratiques comme la PNL, qui oblige chacun à un effort de clarification, permet de se mettre à la portée de l’autre, d'être sur la même longueur d’onde, en phase avec lui comme les pignons d’un mécanisme qui doivent s’emboîter au bon moment.

## L’entretien semi-directif
Ces prérequis rodgériens ont été intégrés dans la méthode appelée « entretien semi-directif », qui repose, pour tout animateur, sur une intervention modulant la non-directivité, selon les moments de l'entretien ou de la réunion. 
- Une attitude directive sur le fond : les objectifs non négociables qui sont annoncés et répétés, la façon dont l’entrevue ou la réunion doit se dérouler, les objectifs qui lui sont propres (prendre une décision de répartition des tâches avant la fin de la réunion, par exemple, et conséquence d’un échec) ;
- Une attitude non directive sur la forme : les objectifs négociables (définition, délais, quantification) et la façon de les atteindre, les moyens mis à disposition, les modalités à prévoir (normes de quantité et de qualité, et outils de prévision, de contrôle et de suivi).

## L’animation non directive

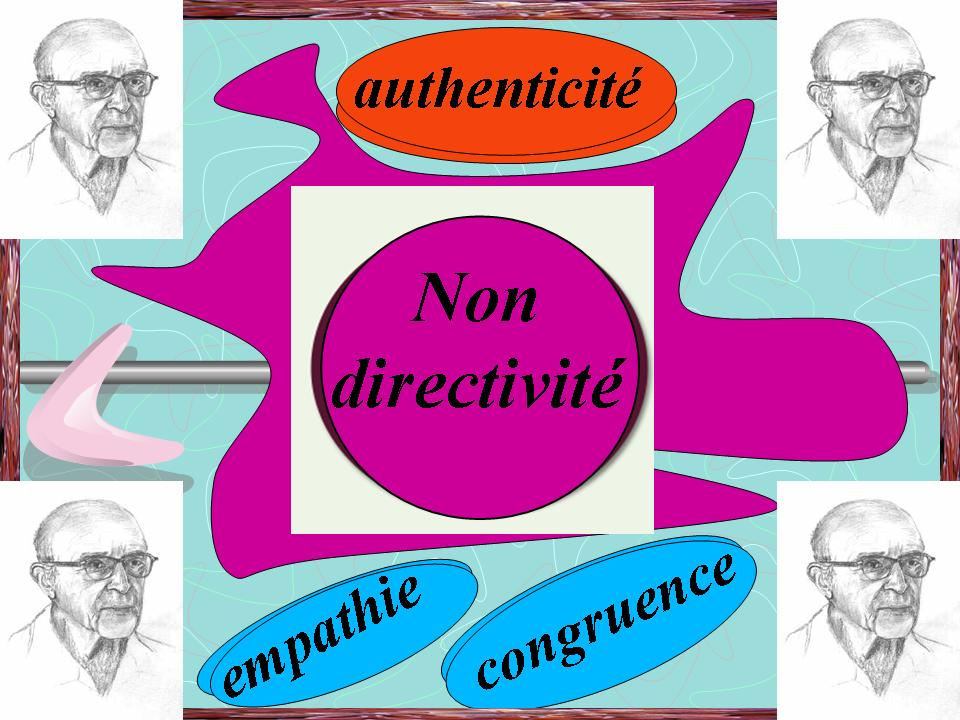
La non directivité

Ce type d’intervention est surtout utilisé pour l’animation de groupes de travail, de travaux de recherche ou de projets, qui bénéficie d'une large latitude en matière d’organisation. On parle alors de groupe de base ou de groupe ouvert. Dans ce cas, l’enseignant-animateur intervient aussi bien sur le contenu que sur le fonctionnement du groupe.
Sur le contenu, la formation et l'information doivent venir en priorité du groupe, des interactions qui lui permettent d’échanger, de mettre en commun les connaissances personnelles (auto-formation), l’animateur étant là pour réguler les échanges, indiquer les pistes de recherches, la documentation disponible et, si nécessaire, pour recadrer les objectifs.
Sur le fonctionnement du groupe, l’animateur utilise communément l’effet-miroir, c’est-à-dire renvoie au groupe les difficultés rencontrées que celui-ci n’ose pas aborder – soit qu’il ne s’en croit pas capable (sentiment d’échec), soit qu’il craigne de mettre en cause l’équilibre atteint (sentiment de conformité).
Le rôle de l’animateur non directif consiste à laisser au groupe le maximum d’initiatives (en fonction de la maturité du groupe), en procédant par questionnements successifs, et à prendre de la distance pour réduire le plus possible ses interventions et éviter ainsi les effets projectifs (renvoyer sur le groupe sa propre affectivité).